# Hermann-Eberhard Wildermuth
 (août 2024).
Si vous disposez d'ouvrages ou d'articles de référence ou si vous connaissez des sites web de qualité traitant du thème abordé ici, merci de compléter l'article en donnant les références utiles à sa vérifiabilité et en les liant à la section « Notes et références ».
Hermann-Eberhard Wildermuth (23 octobre 1890 - 9 mars 1952) est un homme politique allemand, membre du FDP/DVP. De 1949 à sa mort, il est ministre fédéral du logement sous Konrad Adenauer. Pendant la Seconde Guerre mondiale, Wildermuth est un colonel très décoré dans la Wehrmacht et a reçu la croix de chevalier de la Croix de fer. Il est le petit-fils de l'écrivain souabe Ottilie Wildermuth. 

## Biographie

### Jeunesse
Après avoir terminé ses études secondaires en 1908, Wildermuth étudie le droit et les sciences politiques à Tübingen, Leipzig et Berlin de 1909 à 1914. À Tübingen, Wildermuth est membre de la confrérie libérale sud-allemande « Akademische Gesellschaft Stuttgardia Tübingen (de) ». C'est là qu'il rencontre ses futurs associés politiques, Reinhold Maier, Karl Georg Pfleiderer, Konrad Wittwer et Wolfgang Haussmann. Après avoir obtenu son diplôme en 1921, Wildermuth travaille à l'Institut impérial pour le placement et le chômage à Berlin, puis, en tant que haut fonctionnaire, au ministère du travail. À partir de 1928, Wildermuth est directeur des opérations de construction de la Deutsche Bank et, à partir de 1930, membre du conseil d'administration, puis président de la Société allemande des travaux publics.

### Carrière militaire
Wildermuth sert en 1908/09 comme volontaire d'un an dans le 119e régiment de grenadiers (de) de l'armée wurtembergeoise. Il revient en tant qu'officier de ce régiment pendant la Première Guerre mondiale, servant de 1914 à 1918 sur les fronts occidental et oriental ainsi qu'en Italie. De 1919 à 1921, il est commandant d'un bataillon composé d'étudiants à Tübingen pour réprimer les soulèvements contre la République de Weimar[citation nécessaire]. Ses principaux ennemis à cette époque sont la Ligue spartakiste (communiste), qui lui retourne le compliment en mettant sa tête à prix. Au début de la Seconde Guerre mondiale, Wildermuth est appelé comme major de réserve et, pendant la bataille de France, il est commandant du deuxième bataillon du régiment d'infanterie 272. En 1941/1942, il sert en tant que commandant du régiment d'infanterie 737 en Serbie, où il est promu lieutenant-colonel en décembre 1941[citation nécessaire] Pendant cette période, il reçoit l'ordre de procéder à des fusillades de masse en représailles d'activités partisanes, mais il déclare plus tard qu'il n'a jamais exécuté ces ordres (bien que des officiers des zones voisines l'aient clairement fait). À partir du 1er mai 1942, Wildermuth est commandant du régiment d'infanterie 371 du groupe d'armées Centre sur le front de l'Est, puis, à partir de mai 1943, commandant du régiment d'infanterie 578 en Italie. 
Le 12 août 1944, Wildermuth devient « commandant de la forteresse » du Havre, en France. C'est une déception, car il espérait un corps d'armée. Toutefois, avant de prendre son nouveau commandement, il prête le « serment habituel » à Hitler : défendre la forteresse jusqu'au dernier homme et ne se rendre qu'avec l'autorisation de ses supérieurs. Ce serment à Hitler est, dans l'ensemble, respecté par Wildermuth. Lors de son interrogatoire par les Britanniques en janvier 1945, il déclare que son objectif était de priver les Alliés de l'utilisation du port et d'immobiliser le plus grand nombre possible de troupes alliées, et que cet objectif a été atteint à sa propre satisfaction, puisque deux divisions d'infanterie britanniques et environ 150 chars ont été affectés au siège du Havre pendant près de quatorze jours. En outre, si Wildermuth se rend personnellement aux troupes britanniques le 12 septembre, après avoir été blessé à la cuisse, il refuse d'ordonner la reddition de la garnison au motif qu'en tant que prisonnier de guerre, il n'a plus aucune autorité pour le faire.
Avant le lancement, début septembre, de l'opération Astonia menée par les Britanniques pour prendre la ville portuaire, Wildermuth avait demandé que les citoyens français soient évacués avant le début des lourds bombardements navals et aériens précédant l'assaut. Son offre a été rejetée par le lieutenant-général John Crocker, qui commandait le 1er corps d'armée britannique ayant assiégé la ville. Crocker dira plus tard que si Wildermuth se souciait de la population civile, il aurait pu rendre la garnison avant le début des bombardements, et qu'accéder à la demande de Wildermuth n'aurait servi que les intérêts allemands, en gagnant du temps et en éloignant les civils français potentiellement perturbateurs de la forteresse défendue.
Après sa reddition le 12 septembre, Wildermuth est interné en Angleterre dans le camp de prisonniers de guerre des officiers supérieurs de Trent Park. Les services secrets britanniques considèrent Wildermuth comme un patriote convaincu et un officier courageux, mais il s'oppose avec véhémence au régime nazi. Lors d'une conversation mise sur écoute à Trent Park, Carl Friedrich Goerdeler a déclaré que Wildermuth avait été prêt, en mai 1944, à participer à un coup d'État contre Hitler. Il a peut-être été influencé par le fait que son frère, médecin, lui avait appris que les nazis avaient assassiné au moins 100 000 malades mentaux. En fin de compte, cependant, il n'a pas pris part au complot et n'aurait certainement pas été placé à la tête du Havre si Hitler l'avait soupçonné.
À Trent Park, lui et d'autres officiers prisonniers ont été invités par les Britanniques, au début de l'année 1945, à appeler publiquement la Wehrmacht à se rendre. Bien que Wildermuth se soit montré prudemment intéressé, l'initiative n'a pas abouti, peut-être parce que les officiers craignaient des représailles contre leurs familles. À d'autres égards, Wildermuth a largement justifié la confiance que lui avaient accordée ses geôliers britanniques. Sa vision de l'Allemagne d'après-guerre est remarquablement lucide : il s'attend à la division entre l'Est et l'Ouest, il s'attend à ce que l'Ouest devienne un État anticommuniste, il s'attend à ce que les Alliés cherchent à y reconstruire la démocratie à partir du niveau local, et il sait qu'ils auront rapidement besoin de l'aide des élites allemandes. C'est dans cette optique qu'il a préparé deux documents pour les Britanniques à Trent Park, l'un sur le système bancaire allemand et ses principales personnalités, l'autre sur le système allemand de gouvernement local et régional. Pour ses compagnons de captivité allemands, il dirige un séminaire sur les procès pour crimes de guerre.

### Carrière politique
En 1918, Wildermuth est membre d'un conseil de soldats et rejoint le parti de gauche DDP en 1919.
Après la guerre, il rejoint le DVP. De 1947 à 1949, Wildermuth est membre du comité exécutif régional du FDP / DVP. En 1948, il est élu à la direction fédérale du FDP. Wildermuth est le seul candidat à obtenir les 89 voix des délégués, à côté de Carl-Hubert Schwennicke de Berlin. De janvier 1952 à sa mort, il est vice-président national du FDP. De 1947 à 1950, Wildermuth est membre du Landtag de Württemberg-Hohenzollern et, de 1949 à sa mort, il est également membre du Bundestag allemand.
En 1946, Wildermuth est nommé secrétaire d'État à l'économie dans le gouvernement provisoire du Wurtemberg-Hohenzollern. Du 22 juillet 1947 au 20 septembre 1949, il est ministre de l'économie du Wurtemberg-Hohenzollern dans le cabinet de Gebhard Müller.
Après les élections générales de 1949, il est nommé le 20 septembre 1949 ministre fédéral de la reconstruction (à partir de 1950 : ministre fédéral du logement) dans le premier cabinet du chancelier Konrad Adenauer. Il est l'un des rares ministres fédéraux à être décédé en cours de mandat. 
Wildermuth est constamment conscient de la difficulté de son travail. Le « miracle économique » allemand n'a pas encore commencé, mais l'Allemagne de l'Ouest, dévastée, a perdu plusieurs millions de logements. C'est pourquoi il a parrainé la « première loi sur le logement ». L'année de sa promulgation (1950), 370 000 unités de logement ont été achevées. Au total, plus de quatre millions de logements ont été construits grâce à l'aide fournie par cette loi au cours des huit années qui ont précédé 1957.
Il était très apprécié, même par ses adversaires politiques. La presse sociale-démocrate écrivit à propos de sa mort : « Voilà un homme éloigné de la vie politique, dont la décence humaine, l'esprit d'entreprise et la fiabilité démocratique ont toujours été appréciés par l'opposition ».
Wildermuth, qui avait lui-même été gravement blessé au cours des deux guerres mondiales, soutenait en particulier la construction de maisons accessibles aux fauteuils roulants pour les anciens combattants gravement handicapés. 

## Distinctions
- Croix de chevalier de la croix de fer